# Château Sant'Elmo

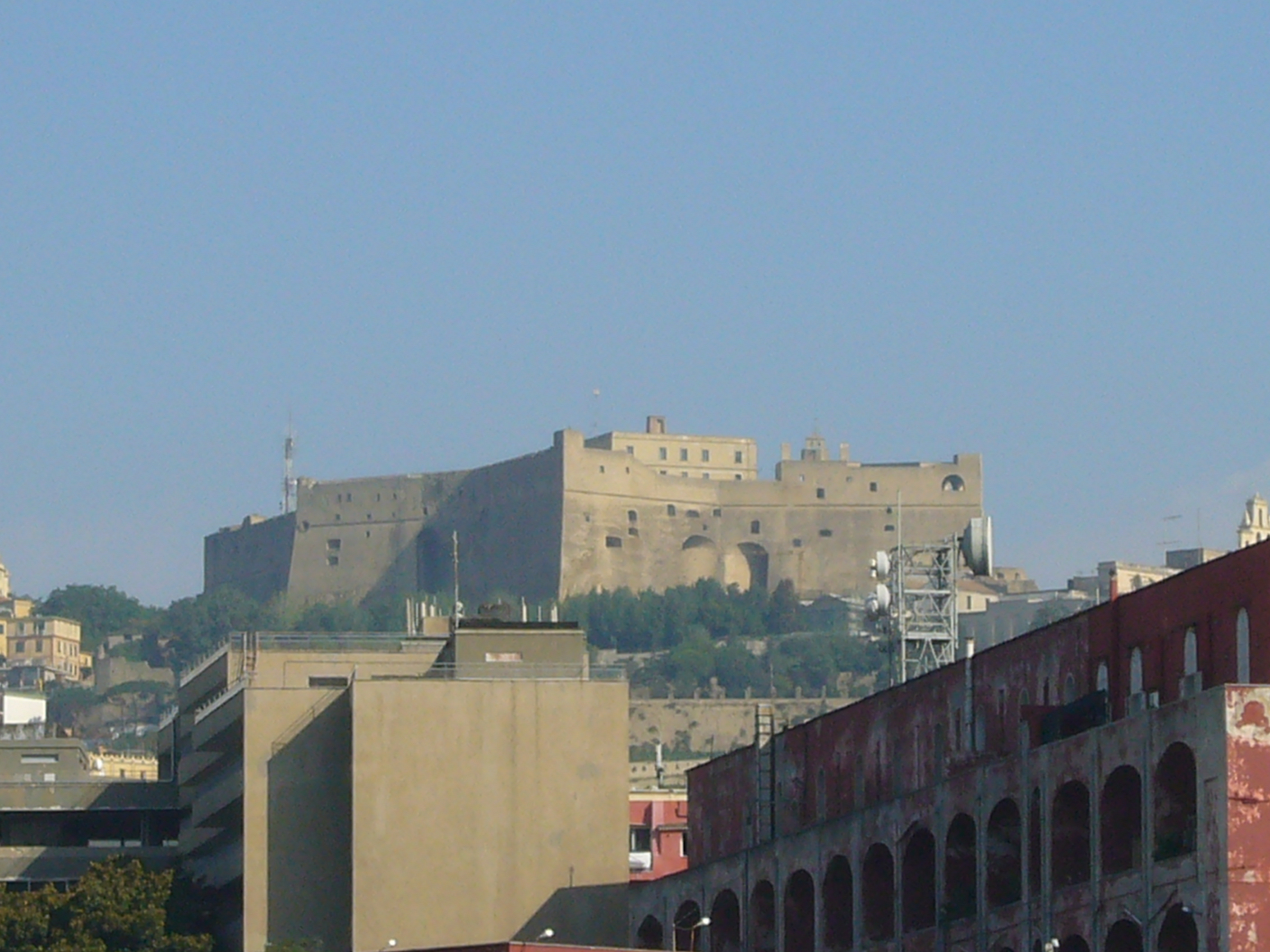
Le château.

Le château Sant’Elmo est un  château médiéval et un musée, situé sur la colline du Vomero, à Naples. Il était autrefois appelé Paturcium et se trouve dans le lieu où il y avait, au Xe siècle, une église dédiée à saint Érasme.
Cet imposant bâtiment, en partie construit avec du tuf napolitain jaune tire son origine d'une tour d'observation normande appelée Belforte. En raison de son importance stratégique, le château a toujours été une possession très convoité, de son poste (250 m), on peut contrôler toute la ville, la baie, et les routes qui mènent sur les collines entourant la ville.
Pendant le Risorgimento, le château accueillit Carlo Poerio et Mariano d'Ayala.
Le château, ainsi qu'un musée permanent, abrite également diverses expositions, foires et manifestations, comme le Napoli Comicon qui a lieu chaque printemps.